# الشعر الأمازيغي
| الريفيُّون أمازيغ الأطلس المتوسط التشلحيتيّون الآزناكيّون الطوارق | الشنَّاويُّون القبائليُّون الشاويُّون النفوسيُّون أمازيغ آخرون (ورقليُّون، مُزابيُّون، تاسيويتون، إلخ) |

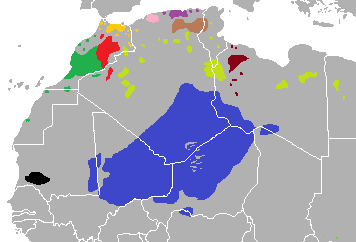
خريطة مُعاصرة تُبيِّن توزُّع الأمازيغ في بلاد المغرب وفق توزُّع وانتشار اللهجات الأمازيغيَّة:
الريفيُّون
أمازيغ الأطلس المتوسط
التشلحيتيّون
الآزناكيّون
الطوارق
الشنَّاويُّون
القبائليُّون
الشاويُّون
النفوسيُّون
أمازيغ آخرون (ورقليُّون، مُزابيُّون، تاسيويتون، إلخ)

الشعر الأمازيغي، هو نوع أدبي باللغة الأمازيغية يعبر عن مشاعر ونشأة وثقافة شريحة ضخمة من الأمازيغ بالمغرب الكبير عموما من خلال موضوعات تعبر عن قضاياهم وحياتهم، كالولادة، والزواج، والٱختيار والنسيج والحصاد والمهرجانات، والطقوس والحروب ويوجد هذا النوع الأدبي الأمازيغي في مختلف الفعاليات والأنشطة الأمازيغية بالعالم.
وينقسم الشعر الأمازيغي إلى عدة أنماط فرعية:
- تيمنادين
- إزلان (شعر)
- Tiâjibin
- تموايت
- Imâibarn
- تيماوايين
- تيمناطين
- تامديازتو
- تايزيمت